# Xenohammus flavoguttatus
Xenohammus flavoguttatus là một loài bọ cánh cứng trong họ Cerambycidae.